# Hemigellius stylifer
Hemigellius stylifer är en svampdjursart som först beskrevs av Lendenfeld 1897.  Hemigellius stylifer ingår i släktet Hemigellius och familjen Niphatidae. Inga underarter finns listade i Catalogue of Life.